# Д’Аркур, Луи
Луи д'Аркур (фр. Louis d'Harcourt; ум. в июне 1719, замок Шато-Тюри (Тюри-Аркур) — французский придворный и государственный деятель.

## Биография
Третий сын Франсуа II д'Аркура, маркиза де Бёврона, и Рене д'Эпине де Сен-Люк.
Маркиз де Тюри и де Ла-Мот, барон де Сени, де Гримбок, де Сен-Мартен-де-Саллан, де Мери и де Клевиль.
В 1658 году назначен губернатором Фалеза и капитан-лейтенантом роты шеволежеров королевы-матери Анны Австрийской.
В 1677 году получил должность хранителя орифламмы, наследственную в роду Аркуров.
Отец Ансельм и Обер де Ла-Шене де Буа пишут (вероятно, ошибочно), что Луи д'Аркур умер в возрасте 104 лет.

## Семья
Жена (5.11.1651): Жилонна-Мари-Жюли д'Аркур (ум. 1664), дочь и наследница Оде д'Аркура, графа де Круази, и Мари де Перье. Приходилась мужу двоюродной сестрой, поэтому для брака потребовалось папское разрешение
Дети:
- Оде (р. 26.08.1656, ум. ребенком), маркиз де Ла-Мот
- Анри (1659—5.08.1721), маркиз де Тюри. Полковник Менского пехотного полка, бригадир (30.03.1693)
- Франсуа-Луи, граф де Сизе